# Pyrrosia angustata
Espèce
Répartition géographique
La pyrrosie à frondes étroites - Pyrrosia angustata - est une fougère de la famille des Polypodiacées. 

## Description[1]
Les pyrrosies à frondes étroites sont des fougères pérennes, au feuillage persistant, au rhizome long et traçant.
Les frondes sont simples, lancéoloées et légèrement dimorphiques. Les frondes fertiles sont légèrement plus grandes (jusqu'à 44 cm de long) que les fronde stériles. Elles sont coriaces et couvertes de poils en étoile sur la partie inférieure alors que la partie supérieure est glabre. 
Les nervures sont toutes invisibles. L'examen du tissu de la fronde montre de très nombreuses anastomoses de ces nervures.
Les sores sont oblongues atteignant dix mm de long sur quatre mm de large, à l'extrémité des veines, sans indusie, disposés parallèlement et régulièrement à la nervure centrale dans la partie supérieure de la fronde fertile.
Les sporanges sont jaunes à brun à maturité.

## Habitat et répartition
La pyrrosie à frondes étroides est une fougère épiphyte ou épipétrique. Son aire naturelle est le sud du Myanmar, la Thaïlande, Singapour, la Malaisie et la plupart des îles d'Indonésie (Sumatra, Bornéo, les Moluques).
Son faible usage ornemental l'a peu diffusée ailleurs que dans son aire d'origine.

## Utilisation
Cette espèce de fougères est très peu diffusée comme plante ornementale malgré sa résistance (une seule annonce en ligne en décembre 2012 : site de vente).

## Historique et position taxinomique
Olof Peter Swartz décrit, en 1806, l'espèce Polypodium angustatum Sw. à partir d'un exemplaire de Malabar.
En 1811, Nicaise Auguste Desvaux crée le genre Cyclophorus et y place six espèces mais cite Polypodium angustatum Sw. comme devant y faire partie. Le nom couramment utilisé de Cyclophorus angustatus (Sw.) Desv. est considéré comme invalide par l'index Tropicos.
En 1827, Kurt Sprengel la place dans le genre Niphobolus : Niphobolus angustatus (Sw.) Spreng.
Karel Bořivoj Presl décrit plusieurs fois cette espèce dans différents genres :
- en 1836 dans le genre Pleopeltis Humb. & Bonpl. ex Willd. où il la renomme Pleopeltis angustata (Sw.) C.Presl (il cite explécitement Polypodium angustatum Sw., mais place un point d'interrogation)[5],
- toujours en 1836, à partir du synonyme Niphobolus sphaerocephalus Hook. & Grev., dans le genre Phymatodes C.Presl où il la renomme Phymatodes sphaerocephala (Hook. & Grev.) C.Presl[6],
- en 1849 dans le genre Gyrosorium C.Presl où il la renomme Gyrosorium angustatum (Sw.) C.Presl[7].

En 1857, John Smith créé le genre Niphopsis en l'y plaçant comme seule espèce : Niphopsis angustatus (Sw.) J.Sm.
La même année, Antoine Laurent Apollinaire Fée la place dans le genre Drynaria : Drynaria angustata (Sw.) Fée.
En 1863, William Jackson Hooker place toutes les espèces des genres Cyclophorus et Niphobolus dans le sous-genre Niphobolus (Kaulf.) Hook. du genre Polypodium ; il fait de Polypodium angustatum Sw. l'espèce type du sous-genre. Par ailleurs, il y adjoint d'autres synonymes non repris ultérieurement : Niphobolus macrocarpus (Bory ex Willd.) Hook. & Arn., Pleopeltis macrocarpa (Bory ex Willd.) Kaulf., Polypodium macrocarpum Bory ex Willd.
En 1908, Cornelis Rugier Willem Karel van Alderwerelt van Rosenburgh crée deux sections du genre Cyclophorus : Niphobolus et Niphopsis. Dans cette dernière, il place Cyclophorus angustatus (Sw.) Desv.. 
En 1935, Ren Chang Ching publie une révision entière du genre avec le reclassement généralisé des espèces du genre Cyclophorus dans le genre Pyrrosia. Il lui donne donc son nom actuel : Pyrrosia angustata (Sw.) Ching
En 1983, Kung Hsia Shing, avec Ren Chang Ching, publie une refonte complète du genre (en référence) en en clarifiant les subdivisions : ils font de Pyrrosia angustata (Sw.) Ching l'espèce type du sous-genre Niphopsis (J.Sm.) Ching & K.H.Shing.
En 1984 (publication entière en 1986), Peter Hans Hovenkam réalise une nouvelle synthèse du genre, la dernière à ce jour. Il y développe particulièrement la description de Pyrrosia angustata. Il adjoint encore d'autres synonymes :
- Crypsinus taeniatus (Sw.) Copel.
- Cyclophorus micraster Copel.
- Polypodium coriaceum Roxb. (non Sw. et non Raddi)
- Polypodium taeniatum Sw.
- Pyrrosia micraster (Copel.) Tagawa

mais seul Polypodium coriaceum Roxb. semble l'être vraiment (les espèces à épithète spécifique micraster ou taenitum ne sont pas considérées par l'index The Plant List comme synonymes de Pyrrosia angustata).
Les dernières études phylogénétiques placent le genre en relation étroite avec le genre Platycerium (étude de Eric Schuettpelz et Kathleen M. Pryer en référence). Il s'agit d'un ensemble assez isolé souvent placé dans la sous-famille des Platycerioideae.
La liste des synonymes pour cette espèce est donc impressionnante :
- Cyclophorus angustatus (Sw.) Desv.
- Gyrosorium angustatum (Sw.) C.Presl
- Niphobolus angustatus (Sw.) Spreng.
- Niphobolus sphaerocephalus Hook. & Grev.
- Niphopsis angustatus (Sw.) J.Sm.
- Phymatodes sphaerocephala (Hook. & Grev.) C.Presl
- Pleopeltis angustata (Sw.) C.Presl
- Polypodium angustatum Sw.
- Polypodium coriaceum Roxb.
- Polypodium sphaerocephalum (Hook. & Grev.) Wall. ex Mett.